# Морено, Хосе Мануэль
Хосе́ Мануэ́ль Море́но Ферна́ндес (исп. José Manuel Moreno Fernández; 3 августа 1916, Буэнос-Айрес — 26 августа 1978, Партидо де Мерло, провинция Буэнос-Айреса) — аргентинский футболист, нападающий. По опросу МФФИИС он занимает 25-е место среди лучших футболистов XX века и 5-е в Южной Америке. Первый футболист, ставший победителем чемпионатов 4-х различных стран. Занимает 3-е место по общему числу мячей на чемпионатах Южной Америки — 13 голов. Занимает 13-е место по общему числу голов в чемпионате Аргентины. Занимает 4-е место по числу мячей за «Ривер Плейт» — 179 голов. Автор 500-го гола в чемпионатах Южной Америки.

«Чарро — лучший футболист, что я видел в своей жизни».— Адольфо Педернера

## Биография
Хосе Мануэль Морено родился в Буэнос-Айресе, на улице Брандсен района La Boca, в окрестностях стадиона «Бомбонера», на котором выступал клуб «Бока Хуниорс», за который Морено болел с детства. Семья была небогатой, а потому Морено начал с юных лет трудиться, работая в портовой прачечной, которая обслуживала моряков с иностранных судов. Однажды он увидел двух игроков «Боки», Роберто Черро и Доминго Тараскони, они показались Морено похожими на артистов, он сказал: «Я хочу быть, как они». Морено начал карьеру в команде Колледжа Сан-Хуан Евангелиста, где учился, а затем, в возрасте 14-ти лет, начал играть за молодёжный клуб «Эстрела де Брандсен». В возрасте 15-ти лет Морено пошёл на просмотр в «Боку». Однако на просмотре, несмотря на 2 забитых Морено гола, тренер 5-го состава «Боки» не захотел принять в свой клуб форварда, после чего, согласно архивам Аргентинской футбольной ассоциации, Морено сказал: «Через некоторое время вы пожалеете об этом, вот увидите».

### «Ривер Плейт»
Спустя несколько дней после отказа «Боки» Морено устроился работать копировальщиком архива издательства «Атлантида», который печатал журнал «El Gráfico». Там Морено смог познакомиться с Тито Санчесом, имевшим связи в клубе «Ривер Плейт», являвшемся главным соперником «Боки». Благодаря ему Хосе Мануэль попал в 5-ю команду «Ривер Плейта», оставив увлечения танго и боксом, из-за которого у Морено был сломан нос. В возрасте 18 лет Морено вместе с несколькими молодыми игроками «Ривера» был отобран тренером Эмерико Хиршлем для турне по Бразилии, вышел на поле в матче с «Ботафого» и забил гол. В следующей игре, с клубом «Васко да Гама» «Ривер» вновь победил, 5:1, а Морено вновь забил гол.
17 марта 1935 года Морено дебютировал в официальной игре за «Ривер» в матче с «Платенсе», где также забил гол, а его команда победила 2:1. На следующий год он стал игроком основного состава клуба, выступая на позиции левого нападающего, с постоянными смещениями в центр поля и на фланг нападения. Ту команду «Ривера» называли «машина» (исп. La Máquina) из-за манеры игры пятёрки нападения: Карлоса Пеуселье, Ренато Чезарини, Бернабе Феррейры, Адольфо Педернеры и Хосе Морено, который был самый младший среди них (позже она выглядела как Хуан Карлос Муньос, Хосе Морено, Адольфо Педернера, Анхель Лабруна и Феликс Лоустау). «Ривер Плейт» доминировал в аргентинском футболе в конце 1930-х — первой половине 1940-х, выиграв четыре чемпионских титула и четыре раза став вице-чемпионом. В 1939 году Морено совершил неспортивный поступок, был удалён с поля и дисквалифицирован на длительный срок, но профсоюз профессиональных футболистов Аргентины объявил забастовку, и дисквалификацию сняли. В том же году в клуб пришёл молодой футболист, Анхель Лабруна, который также выступал на позиции левого центрального нападающего. Из-за него Морено был вынужден перейти на правый фланг атаки, из-за чего его голевая результативность существенно снизилась.

### Мексика, Чили, Уругвай
В августе 1944 года Морено перешёл в мексиканский клуб «Реал Эспанья», выступавший в только что образованной профессиональной Мексиканской первой лиге. Когда в матчах, в которых Морено был на трибунах, «Эспанья» победила в финале Кубка Мексики «Атланте» со счётом 6:2, а затем в чемпионате «Астурию» 5:2, то Морено в газете пообещал: «Если мы с такой командой не станем чемпионами, я обещаю год играть без зарплаты». Его клуб выиграл чемпионат Мексики, набрав 79 % возможных очков, а его главными звёздами были Морено и полузащитник Луис де ла Фуэнте, которые подружились и вне футбола, Энрике Гарсия, ставший партнёром Морено по нападению и баскский центрфорвард Исидро Лангара. В Мексике Морено получил прозвище El Charro, которым называют лучших ковбоев Мексики. В конце 1946 года Морено был вынужден уехать из Мексики и продолжить выступать за «Ривер» (многие аргентинские футболисты охотно покидали свои клубы и, несмотря на контракт, уезжали в Мексику играть, так как условия там были лучше и зарплата выше, а ФИФА в условиях Второй мировой войны в Европе не могла уследить за переходами в Латинской Америке), который имел действующий контракт с Морено.
В первом матче за «Ривер» после возвращения, против «Феррокариль Оэсте», Морено забил 3 гола. Морено провёл с «Ривером» концовку чемпионата 1946, в котором его клуб стал чемпионом Аргентины, выступая вместе с молодым футболистом Альфредо Ди Стефано, который позже с благодарностью вспоминал Морено. В следующем году Морено поучаствовал в драке, когда начал защищать арбитра матча от болельщиков соперника «Ривера», клуба «Эстудиантес», напавших на судью. В том же году Морено получил камнем от болельщиков клуба «Тигре», Ди Стефано спросил Морено, нужна ли ему помощь, а Хосе Мануэль сказал: «Малыш, послушай меня внимательно. Если игрок вышел на поле, то он не покинет его по собственной воле, и это хорошо, потому что, в противном случае, он (как игрок) мёртв». Этот эпизод оказал сильное влияние на Ди Стефано, который никогда не уходил с поля, как бы сильно его не били. В 1948 году забастовка профсоюза футболистов, требовавших повышения зарплат и улучшения условий труда, вынудила многих уехать на заработки в другие страны. Свой последний матч за Ривер Морено провёл 11 декабря 1948 года против «Индепендьенте», в котором клуб Морено проиграл 3:4 (эта игра стала 321-й для Морено в футболке клуба). Хуан Мануэль уехал в Чили играть за «Универсидад Католика», заплативший за трансфер форварда 1,5 млн песо, в составе которого стал чемпионом Чили, через год он вернулся в Аргентину играть за «Боку Хуниорс»(«Ривер» не хотел видеть в своём составе футболиста, единожды уже покинувшего клуб). «Бока» перед последним туром находилась близко к «зоне вылета», и ей была необходима победа, чтобы не отправиться во второй аргентинский дивизион. Морено справился с этой задачей, а в 1950 году занял с командой 2-е место в чемпионате Аргентины. Затем Морено вновь играл за «Универсидад», потом за клуб первой лиги чемпионата Уругвая «Дефенсор Спортинг», а затем «Феррокариль Оэсте».

### Колумбия
В 1954 году Морено уехал играть в Колумбию за клуб «Индепендьенте Медельин». Свой первый матч за этот клуб он провёл 24 февраля 1954 года в матче с «Бока Хуниорс» из Кали, в котором клуб Морено победил 4:0. В следующем году он внёс весомый вклад в то, что клуб стал чемпионом, выигранном в соперничестве с клубом «Мильонариос» («Медельин» опередил «Мильонариос» на 5 очков и стал чемпионом за 3 тура до конца чемпионата), где играли бывшие партнёры Морено по «Риверу» Педернера и Ди Стефано. Эта победа позволила Морено стать чемпионом в 4-й стране, что до того не удавалось никому. В 1956 году Морено закончил карьеру, ненадолго вернувшись на поле в сезоне 1960/61 как играющий тренер медельинского клуба.
Прощальный матч Морено провёл 14 мая 1961 года, в возрасте 44 лет и 9 месяцев, против «Боки Хуниорс», в нём «Индепендьенте» был разгромлен со счётом 2:5, оба мяча у колумбийцев забил Морено. За несколько минут до конца матча Морено поднял руки и покинул поле, публика не знала, что это был жест прощания с футболом. После этого матча для Морено было устроено чествование, где его приветствовали руководители клуба и партнёры по команде.

### Сборная
Морено дебютировал в национальной команде 9 августа 1936 года против Уругвая, выигранном аргентинцами 1:0. Однако на чемпионат Южной Америки 1937 Морено взят не был, на турнир поехали ветераны Роберто Черро и Алехандро Скопелли. После первенства Морено всё же смог завоевать место в составе сборной, когда 10 октября 1937 года забил гол в ворота Уругвая на Кубке Ньютона, а его сборная победила 3:0. В 1938 году аргентинцы не поехали на чемпионат мира из-за недовольства процедурой отборочного турнира.
Морено участвовал в трёх чемпионатах Южной Америки. В 1941 году он выиграл в составе команды титул чемпиона Южной Америки. В 1942 году Аргентина заняла второе место, проиграв в финале Уругваю. Однако в самом турнире «селеста» смотрелась очень сильно, в одном из матчей разгромив Эквадор со счётом 12:0, а Морено забил в той игре 5 мячей, один из которых стал 500-м голом в истории турнира; а всего на том турнире он забил 7 мячей, став, вместе с партнёром по команде Эрминио Масантонио, лучшим бомбардиром первенства. На ЧЮА 1947 года был признан лучшим игроком турнира. Последний матч за сборную Морено провёл 29 марта 1950 года на Кубок Шевалье Бутеля с Парагваем, где аргентинцы победили 4:0. Всего за национальную команду Морено провел 34 матча, забив 19 мячей.

## После карьеры
Морено пробовал себя на тренерском поприще, но успехов не добился. Также работал техническим директором клубов «Бока Хуниорс» (в 1959) и «Ривер Плейт» (в 1962 году). Он женился на актрисе Поле Алонсо, дочери певицы танго, и с её помощью снялся в нескольких фильмах и даже попробовал себя в роли режиссёра. Последние годы жизни Морено тяжело болел из-за проблем с печенью, вызванных его излишней любовью к ночной жизни, алкоголю и сигарам. Умер Морено 26 августа 1978 года, в возрасте 62-х лет и 23 дней, в Партидо де Мерло (провинция Буэнос-Айрес), вследствие печёночной недостаточности, из-за которой он за 4 дня до этого впал в кому. Стадион клуба «Депортиво Мерло», который он тренировал перед смертью, был назван его именем, а прозвищем команды стало Los Charros (Наездники).

## Клубы
| Статистика выступлений Морено за клубы | Статистика выступлений Морено за клубы | Статистика выступлений Морено за клубы | Статистика выступлений Морено за клубы | Статистика выступлений Морено за клубы |
| Сезон                                  | Лига                                   | Клуб                                   | Игры                                   | Голы                                   |
| -------------------------------------- | -------------------------------------- | -------------------------------------- | -------------------------------------- | -------------------------------------- |
| 1935                                   | Примера                                | Ривер Плейт                            | 20                                     | 6                                      |
| 1936                                   | Примера                                | Ривер Плейт                            | 33                                     | 24                                     |
| 1937                                   | Примера                                | Ривер Плейт                            | 31                                     | 32                                     |
| 1938                                   | Примера                                | Ривер Плейт                            | 31                                     | 24                                     |
| 1939                                   | Примера                                | Ривер Плейт                            | 24                                     | 20                                     |
| 1940                                   | Примера                                | Ривер Плейт                            | 33                                     | 16                                     |
| 1941                                   | Примера                                | Ривер Плейт                            | 28                                     | 14                                     |
| 1942                                   | Примера                                | Ривер Плейт                            | 28                                     | 10                                     |
| 1943                                   | Примера                                | Ривер Плейт                            | 22                                     | 6                                      |
| 1944                                   | Примера                                | Ривер Плейт                            | 6                                      | 4                                      |
| 1944/1945                              | Примера                                | Реал Эспанья                           | 21                                     | 7                                      |
| 1945/1946                              | Примера                                | Реал Эспанья                           | 20                                     | 4                                      |
| 1946                                   | Примера                                | Ривер Плейт                            | 13                                     | 8                                      |
| 1947                                   | Примера                                | Ривер Плейт                            | 28                                     | 10                                     |
| 1948                                   | Примера                                | Ривер Плейт                            | 23                                     | 6                                      |
| 1949                                   | Примера                                | Универсидад Католика                   | 22                                     | 8                                      |
| 1950                                   | Примера                                | Бока Хуниорс                           | 22                                     | 6                                      |
| 1951                                   | Примера                                | Универсидад Католика                   | 12                                     | 2                                      |
| 1952                                   | Примера                                | Дефенсор Спортинг                      | 14                                     | 3                                      |
| 1953                                   | Примера                                | Феррокариль Оэсте                      | 15                                     | 1                                      |
| 1954                                   | Кубок Мустанг                          | Индепендьенте Медельин                 | 12                                     | 3                                      |
| 1955                                   | Кубок Мустанг                          | Индепендьенте Медельин                 | 13                                     | 3                                      |
| 1956                                   | Кубок Мустанг                          | Индепендьенте Медельин                 | 15                                     | 6                                      |
| 1960                                   | Кубок Мустанг                          | Индепендьенте Медельин                 | 2                                      | 0                                      |
| 1961                                   | Кубок Мустанг                          | Индепендьенте Медельин                 | 1                                      | 1                                      |
| Всего                                  | Всего                                  | Всего                                  | 523                                    | 243                                    |

## Достижения

### Командные
- Чемпион Аргентины: 1936, 1937, 1941, 1942, 1947
- Чемпион Южной Америки: 1941, 1947
- Чемпион Мексики: 1945
- Чемпион Чили: 1949
- Чемпион Колумбии: 1955

### Личные
- Лучший бомбардир чемпионата Южной Америки: 1942 (7 мячей)
- Лучший игрок чемпионата Южной Америки: 1947